# 류스전
류스전(중국어 간체자: 刘世振, 정체자: 劉世振, 1977년 7월 28일 상하이시 ~ )는 중국의 바둑 기사이다.

## 약력
- 2000년 제7회 신인왕전 우승, 제3회 한중 신인왕전 우승
- 제7회 NEC배 준우승
- 2007년 제21회 천원전 준우승(대 구리 1:2), 7단 승단